# Aignes
Aignes es una comuna francesa situada en el departamento de Alto Garona, en la región de Occitania.

## Demografía
| 333 | 219 | 184 | 176 | 168 | 193 | 239 |
| Para los censos de 1962 a 1999 la población legal corresponde a la población sin duplicidades (Fuente: INSEE [Consultar]) |     |     |     |     |     |     |